# Chhau
Chhau of Chau is een vorm van stammendans of krijgersdans dat van origine uit het Indiase district Mayurbhanj komt en wordt uitgevoerd in de staten West-Bengalen, Jharkhand en Odisha. De naam wordt vertaald met schaduw, vermomming of beeld. Er zijn drie subtypes van de dans, gebaseerd op de originele plaatsen waar de subtypes werden ontwikkeld:
- Mayurbhanj Chau uit het district Mayurbhanj in Odisha.
- Purulia Chau werd ontwikkeld in het West-Bengaalse Purulia en gaat voornamelijk over goed en kwaad.
- Seraikella Chau komt uit Seraikella in het district Seraikela Kharsawan, in Jharkhand - er zijn enkel mannelijke dansers en de maskers lijken op die uit het No-spel en de Wayang Wong uit Java.

Chau is episch qua inhoud en is gebaseerd op verschillende episodes van de Ramayana en de Mahabharata. Soms worden er ook episodes van de Purana's gebruikt.
De dominante rasa's zijn de veera (heldendom, dapperheid, glorie) en raudra (boosheid, woede). Aan het eind wordt het kwaad verdreven en triomfeert het goede.
In de dorpen wordt er geen verhoogd platform gebruikt, maar wordt de dans uitgevoerd op de grond terwijl er een groep toeschouwers omheen zit. Bij uitvoeringen buiten de dorpen wordt er echter wel op een podium gedanst.

## Purulia Chhau
Purulia Chhau heeft een eigen onderscheidend karakter. Het is in principe een festivaldans en het werd oorspronkelijk gedanst op het Sun Festifal, aan het eind van de maand chaitra (maart-april). Dit is in de loop van de tijd veranderd en de dans wordt tegenwoordig ook op andere festivals en op anderen tijdsmomenten gedanst.
De dans opent met drumslagen die gevolgd worden met een aanroeping van Ganesha. Wanneer de zanger hiermee eindigt, vallen de drummers en muzikanten in. Een vertoning van Ganesha komt vervolgens naar voren die al snel gevolgd wordt door andere karakters, zoals goden, demonen, dieren en vogels.

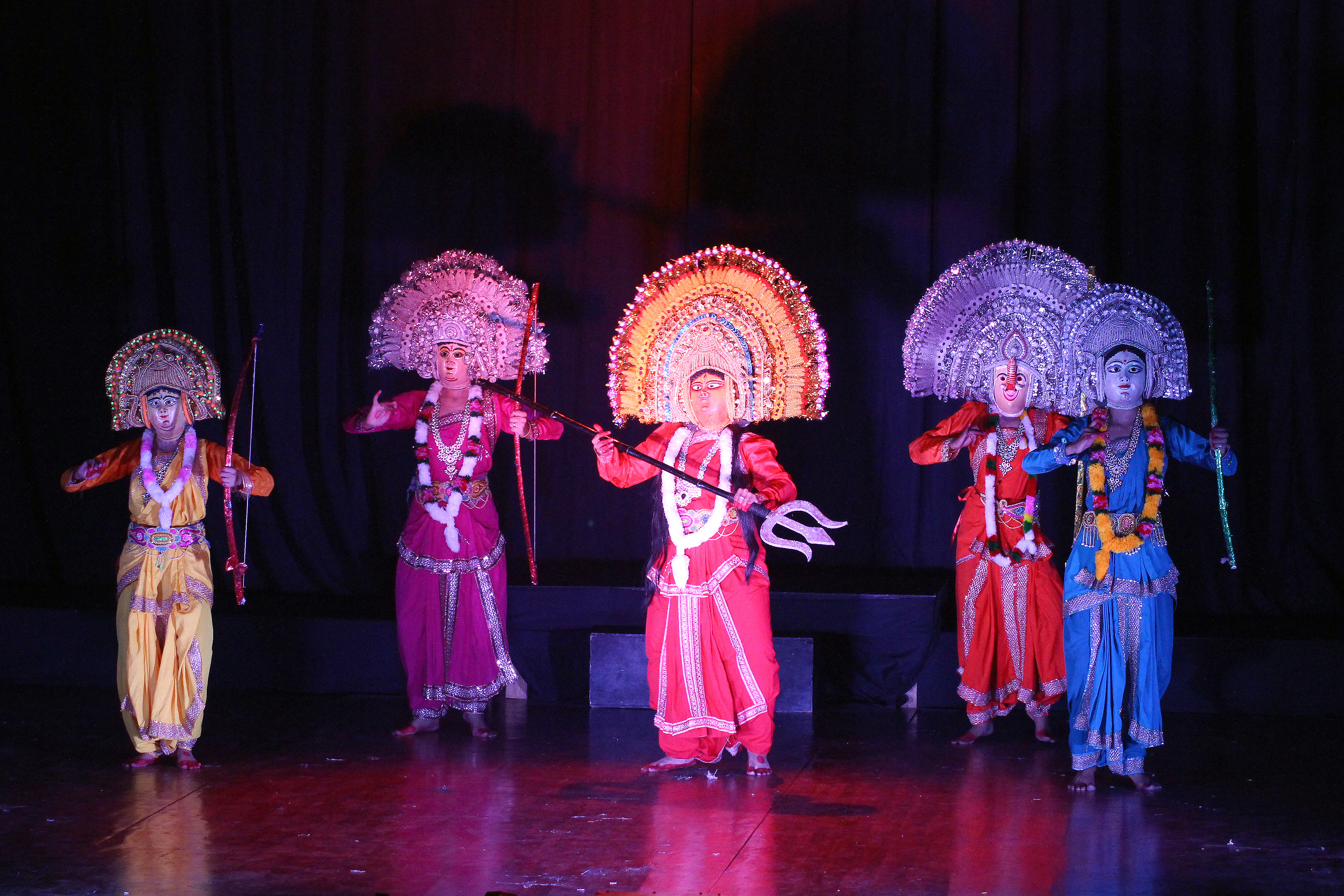
Chhau dance artists
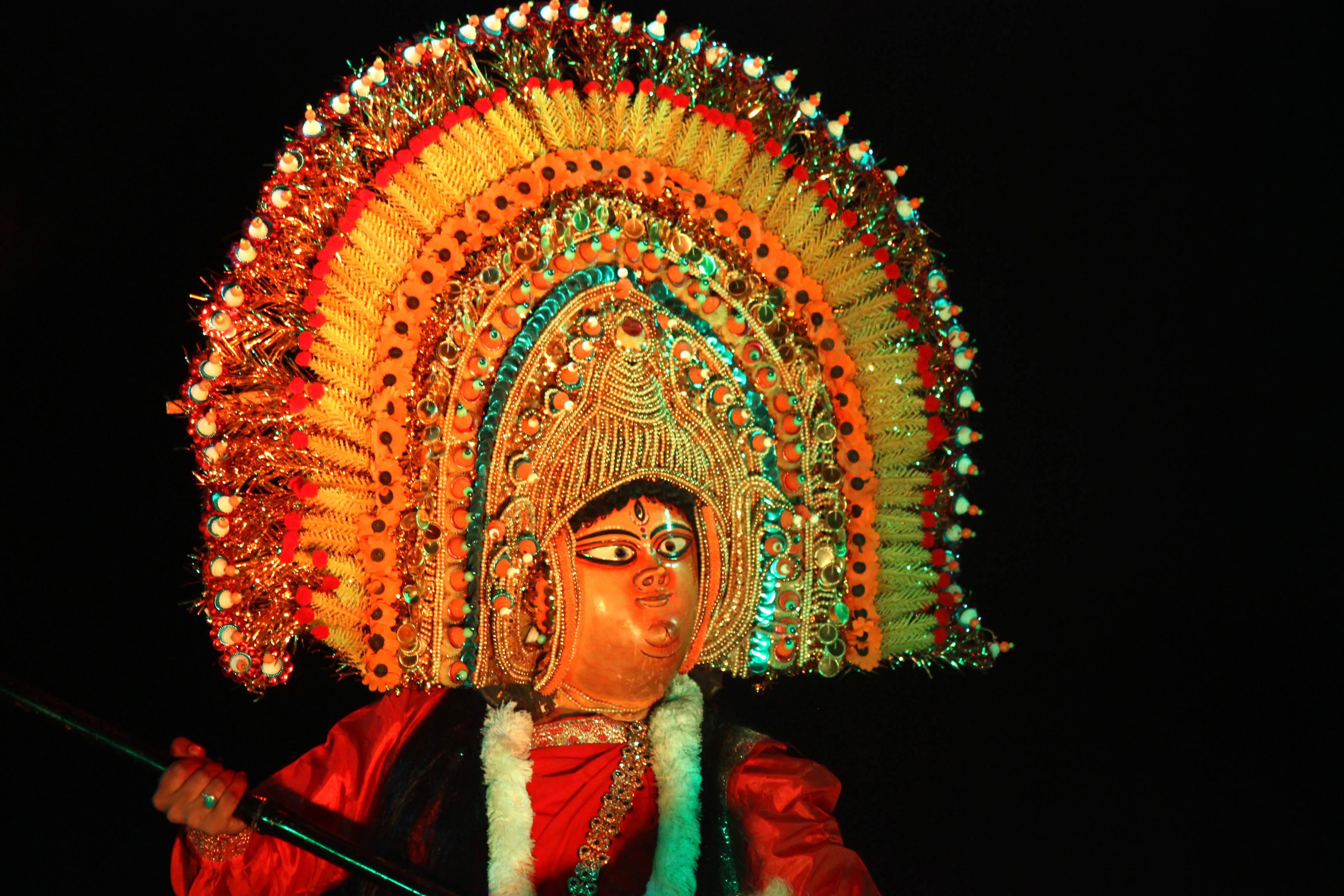
Chhau dance artist-female
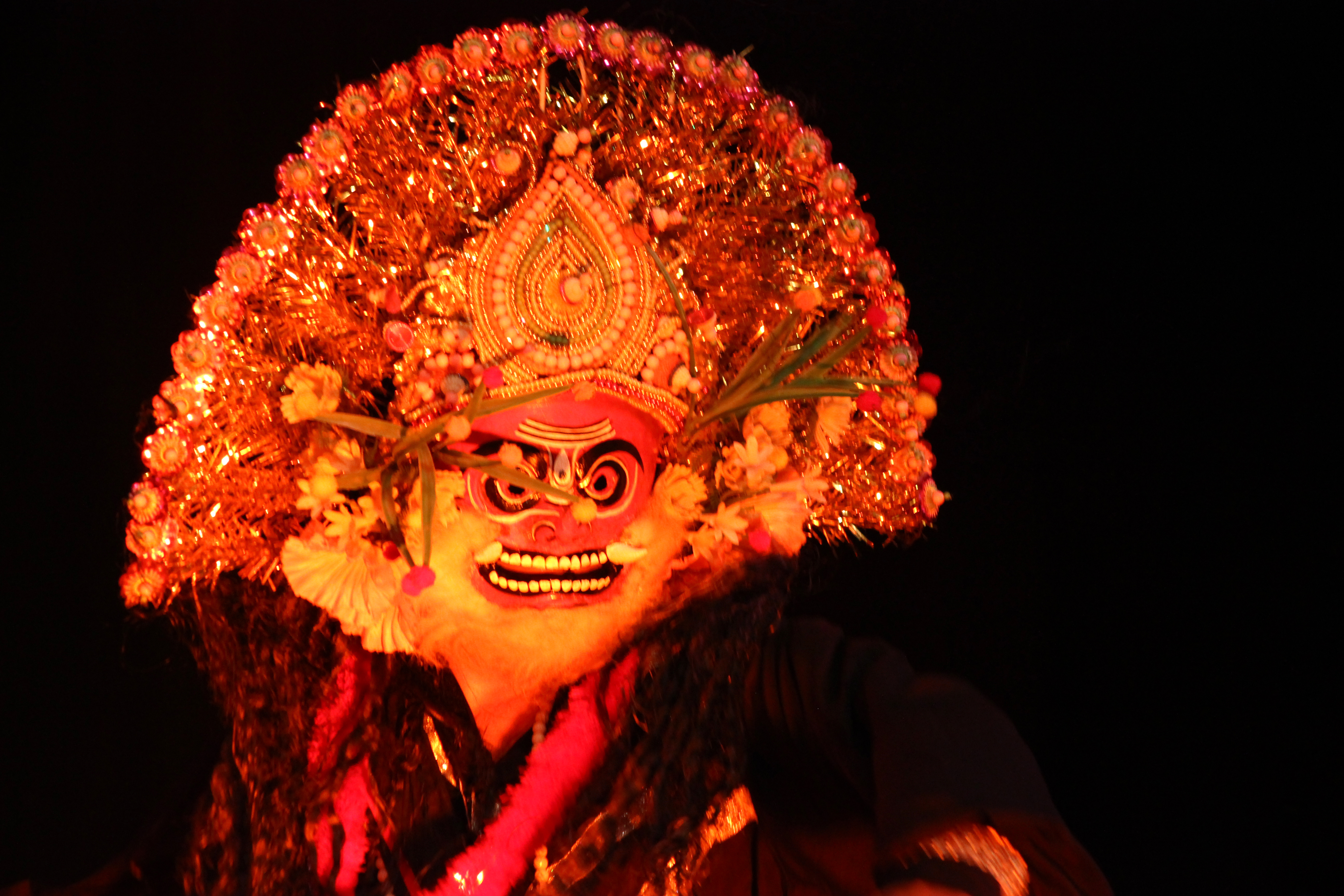
Chhau dance artist-male
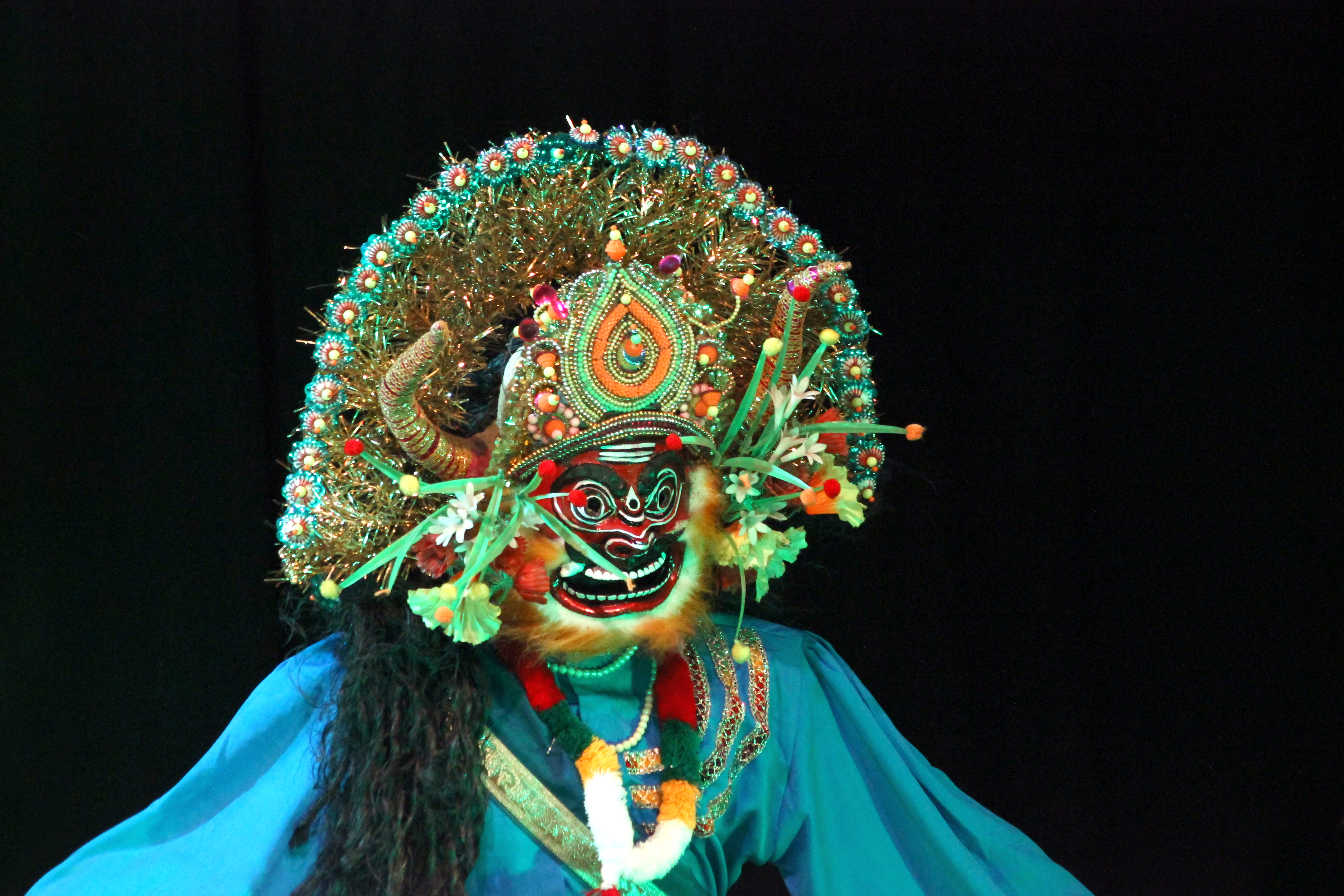
Chhau dance artist-male
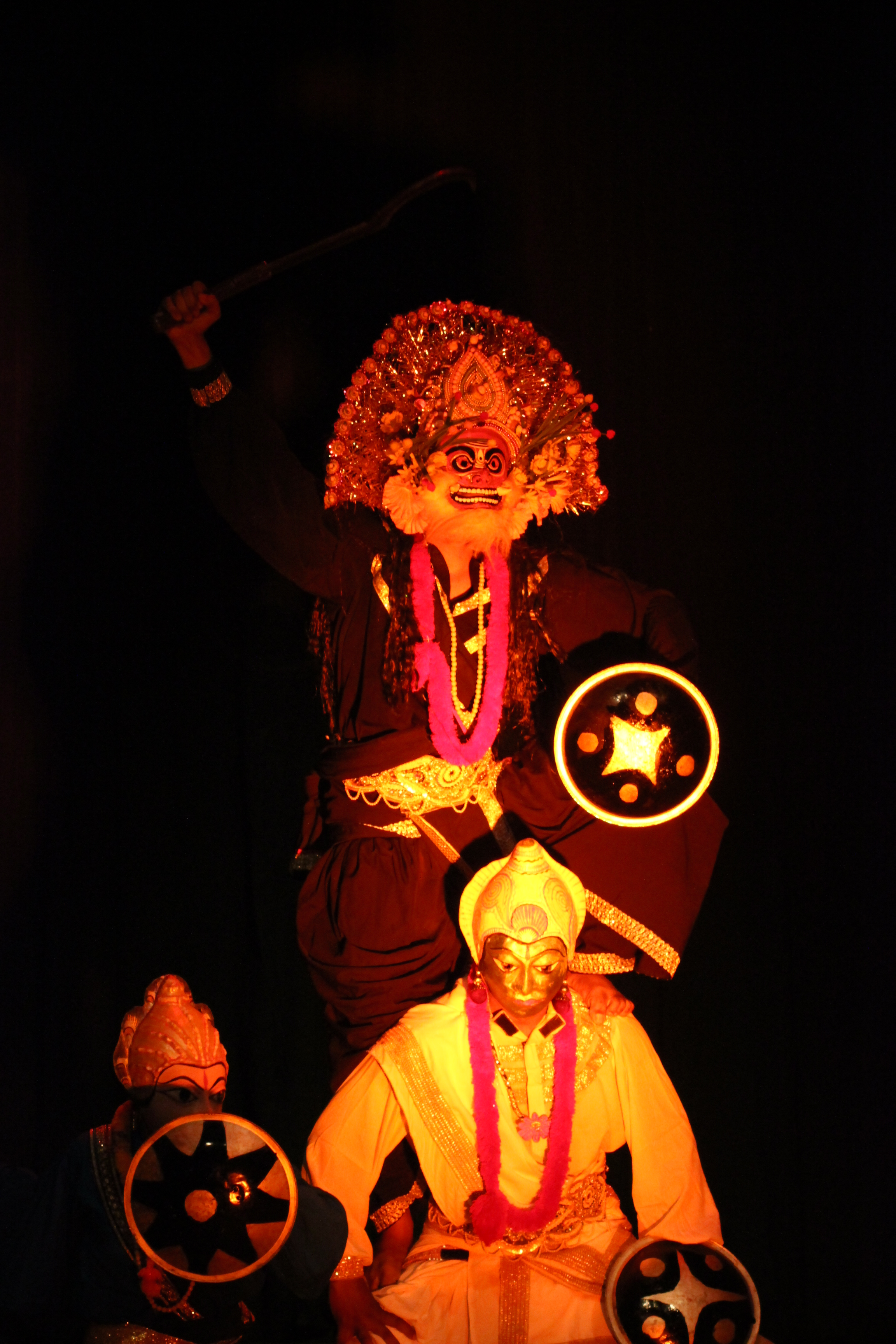
Chhau dance artists
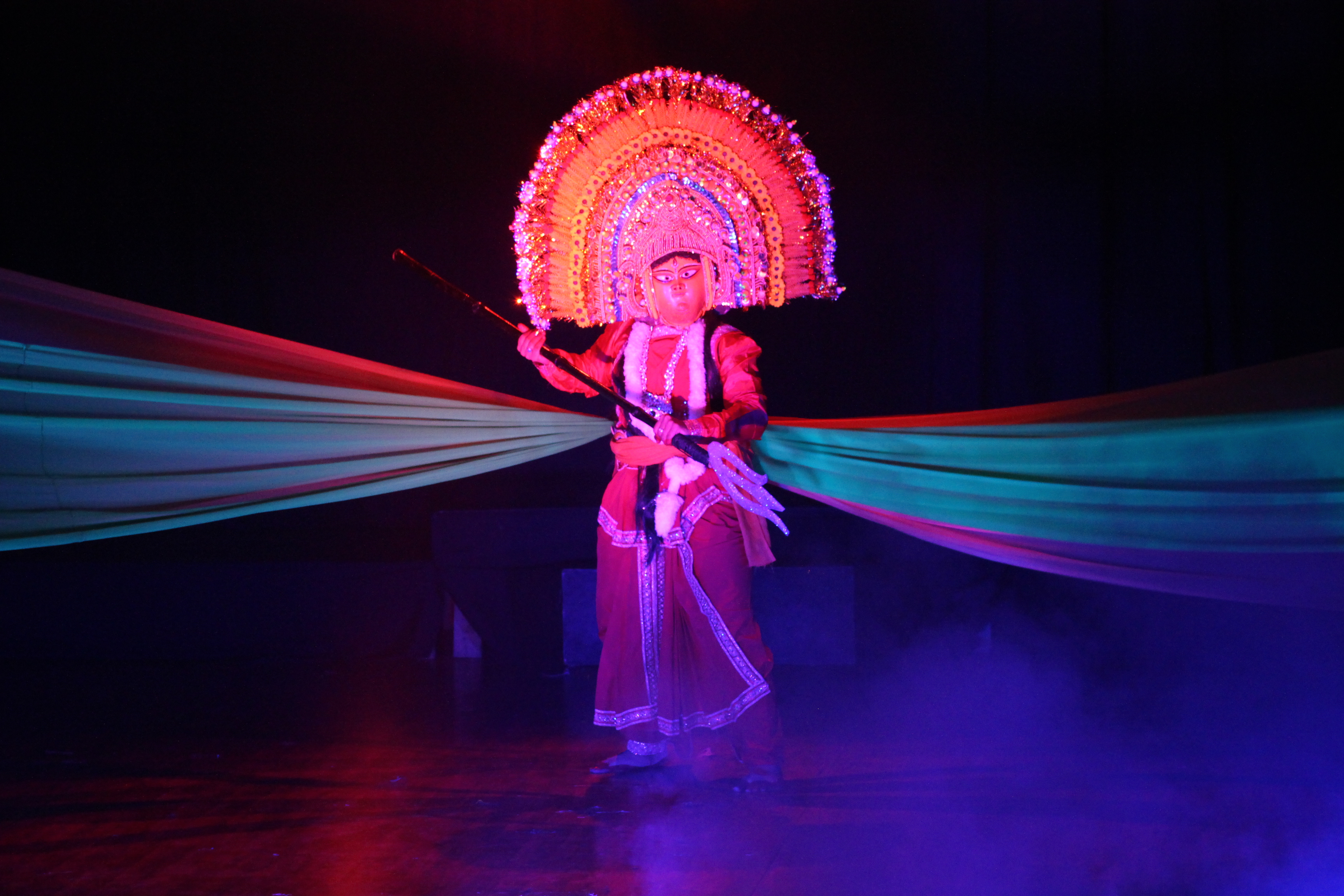
Chhau dance artist
A Mayurbhanj Chhau music troupe performing